# Ejder
Ejder – turecki torpedowiec z końca XIX wieku. Okręt został zwodowany w 1890 roku w niemieckiej stoczni Germaniawerft w Kilonii, a w skład marynarki Imperium Osmańskiego został wcielony w 1893 roku. Torpedowiec wziął udział w wojnie grecko-tureckiej, a w 1909 roku został wycofany ze służby i złomowany w 1921 roku.

## Projekt i budowa
Torpedowiec „Ejder” został zamówiony przez Turcję w Niemczech 23 października 1886 roku. Zbudowany został w stoczni Germaniawerft w Kilonii (numer stoczniowy 36). Stępkę okrętu położono w 1889 roku, a zwodowany został w 1890 roku. Nazwa jednostki symbolizowała smoka.

## Dane taktyczno-techniczne
Okręt był torpedowcem z kadłubem wykonanym ze stali, z trzema masztami. Długość całkowita wynosiła 49,2 metra (46,99 metra między pionami), szerokość 5,69 metra i maksymalne zanurzenie 2,21 metra . Wyporność normalna wynosiła 138 ton, a pełna 150 ton . Jednostka napędzana była przez dwie pionowe trzycylindrowe maszyny parowe potrójnego rozprężania Germania o łącznej mocy 2200 KM, do których parę dostarczały dwa kotły lokomotywowe, także wyprodukowane w macierzystej stoczni . Prędkość maksymalna napędzanego dwiema śrubami okrętu wynosiła 24 węzły . Zapas węgla wynosił 50 ton.
Na uzbrojenie artyleryjskie jednostki składało się pięć pięciolufowych działek rewolwerowych kalibru 37 mm L/30 Kruppa . Broń torpedową stanowiły dwie pojedyncze wyrzutnie kalibru 356 mm: stała na dziobie i obracalna w części rufowej, z łącznym zapasem trzech torped .
Załoga okrętu składała się z 5 oficerów i 17 podoficerów i marynarzy .

## Służba
Po przeprowadzeniu prób morskich „Ejder” został w 1893 roku wcielony w skład marynarki wojennej Imperium Osmańskiego . W 1895 roku torpedowiec był w stanie osiągnąć prędkość 20 węzłów. W kwietniu i maju 1897 roku, w trakcie wojny grecko-tureckiej, okręt prowadził rejsy patrolowe z bazy w Kepez. 17 listopada tego roku „Ejder” wszedł na mieliznę nieopodal Izmiru. Po przeholowaniu do Stambułu jednostka trafiła do naprawy, a do służby powróciła dopiero w 1903 roku . W 1909 roku okręt skreślono z listy floty, a w 1921 roku został złomowany.